# Dietrich von Hildebrand
Dietrich von Hildebrand (Firenca, 12. listopada 1889. – New Rochelle, 26. siječnja 1977.), njemački intelektualac, filozof, teolog, književnik, duhovni pisac, križar antinacizma. Šezdesetak je godina vodio filozofske, vjerske i političke skupine, predavao diljem Europe i Amerika. Napisao preko 30 knjiga i još više članaka. Izuzetno široka utjecaja sve do danas. Nacistički vođa Hitler bojao ga se. Papa Pio XII. von Hildebranda nazvao je „Doktorom Crkve 20. st.‟.

## Životopis
Rođen je u Firenci 12. listopada 1889. godine. Odrastao je u njemačkoj obitelji, kao sin poznatog kipara Adolfa von Hildebranda i Irene Schäuffelen. U mladosti su ga podučavali privatni učitelji. Iako je odrastao u nereligioznoj protestantskoj obitelji, Hildebrand je još u mladosti razvio duboku vjeru u Isusa.
S 15 godina odlazi u München na školovanje. Kasnije se upisuje na Sveučilištu u Münchenu u kojem se pridružuje krugu studenata koji su slijedi filozofa Theodora Lippsa, ali su kasnije počeli djelovati pod utjecajem učenja Edmunda Husserla. Kroz ovaj krug upoznao je filozofa Maxa Schelera. 
Godine 1909. pohađao je sveučilište u Göttingenu, gdje je završio doktorat iz filozofije, učeći pod vodstvom Husserla i Adolfa Reinacha. Godine 1912. oženio se Margaretom Denck te je s njom imao jedno dijete. 1913. Hildebrand odlazi u Rim kako bi prisustvovao prvoj pričesti jedne od svojih sestara. Zbog Schelerovih spisa Hildebrand se preobratio na katoličanstvo 1914. godine te su on i njegova supruga bili primljeni u Katoličku Crkvu. 
Po izbijanju Prvog svjetskog rata Hildebrand je određen u službu kao liječnik-pomoćnik u Münchenu. Hildebrand je 1916. objavio svoju prvu knjigu Die Idee der Sittlichen Handlung (Ideja moralnog djelovanja), a dvije godine, nakon što je završio rat, dobio je mjesto predavača na Sveučilištu u Münchenu. Godine 1924. postao je pomoćnik profesora. Do tada je imao objavljen još jedan rad, Sittlichkeit und Ethische Werterkenntniss (Moral i etičke vrijednosti znanja).
Godine 1929. objavio je djelo Brak: otajstvo vjerne ljubavi koje je od svoga prvog objavljivanja ostavila dalekosežan utjecaj na društvo i na Crkvu.
Kada je Hitler došao na vlast, 1933. godine, Hildebrand, kao protivnik Hitlera i nacizma, bio je primoran napustiti Njemačku; odlazi prvo u Italiju, a zatim u Beču. Tamo, uz potporu austrijskog kancelara Engelberta Dollfußa, osnovao je i uređivao anti-nacistički tjednik Der Christliche Ständestaat. Zbog toga su ga nacisti osudili na smrt in absentia (u odsutnosti).
Nakon anektiranja Austrije 1938. ponovno je bio prisiljen pobjeći. Proveo je jedanaest mjeseci u Švicarskoj. Nakon toga se seli u Fiac u Francuskoj, gdje predaje na Katoličkom Sveučilištu u Toulouseu. Nakon Invazije na Francusku 1940., ponovno je u bijegu; nakon mnogih nevolja uz pomoć Francuza, uključujući Edmonda Micheleta i američkog novinara Variana Fryja, uspijeva pobjeći u Portugal. Od tamo putuje brodom do Brazila, a zatim u New York. Tamo je podučavao filozofiju na Isusovačkom sveučilištu Fordham.
Hildebrand se povukao iz nastave 1960. godine te je ostatak godina svog života proveo pišući desetke knjiga na njemačkom i engleskom jeziku. Hildebrand je bio veliki kritičar promjena u Crkvi nakon Drugog vatikanskog sabora. U Americi je osnovao podružnicu saveza Una Voce. Godine 1957. njegova žena umire u 45-oj godini. 1959. se oženio, sukladno s Crkvenim propisima, s Alicom von Hildebrand, također filozofkinjom i teologinjom.
Hildebrand je umro u New Rochelleu, New York, 26. siječnja 1977. godine, nakon duge borbe sa srčanim oboljenjima.
Papa Pio XII. nazvao ga je Naučiteljem Crkve iz dvadesetog stoljeća. Papa Ivan Pavao II. se također divio radu von Hildebranda te je izjavio njegovoj ženi Alici von Hildebrand: Vaš suprug je bio jedan od velikih etičara dvadesetog stoljeća. Benedikt XVI. je također imao posebno divljenje i poštovanje prema Hildebrandu nazvavši ga "jednom od najvećih figura našeg vremena" te izjavivši: Kada se napiše intelektualna povijest Katoličke Crkve u 20. stoljeću, ime Dietricha von Hildebranda bit će najistaknutije ime našeg vremena.

## Nepotpuni popis djela
- Brak: otajstvo vjerne ljubavi (1929.)
- Liturgija i osobnost (1943.)
- Preobražaj u Kristu (1948.)
- Kršćanska etika (1952.)
- Etika (1953.)
- Mozart, Beethoven, Schubert (1961.)
- Trojanski konj u gradu Božjem (1967.)
- Enciklika Humanae vitae - znak protivljenja (1969.)
- Celibat i kriza vjere (1971.)
- Što je filozofija? (1973.)
- Opustošeni vinograd (1973.)